# Río Píñar
El río Píñar es un río del sur de la península ibérica perteneciente a la cuenca hidrográfica del Guadalquivir, que discurre en su totalidad por el territorio del centro-norte de la provincia de Granada (España). 

## Curso
El río Píñar nace en las inmediaciones de Cerro Alto (1169 m s. n. m.), en el término municipal de Píñar. Su cauce realiza un recorrido de unos 13 km en dirección noroeste-sudeste hasta su desembocadura en el río Cubillas junto a la Loma de Búlar Bajo.